# Claro
Claro és un municipi del cantó de Ticino (Suïssa), situat al districte de Riviera.